# الرعاية الصحية عن بعد
الرعاية الصحية عن بعد هي توزيع الخدمات والمعلومات المتعلقة بالصحة عن طريق تقنيات الاتصال عن بعد، مما يتيح التواصل بين الطبيب والمريض عبر المسافات الطويلة، مما يسهل الرعاية، النصح. التذكير. التوعية والتدخل عن بعد، ويدعو هذا أيضا الطب عن بعد لوصف الخدمات العلاجية عن بعد مثل التشخيص والمتابعة عندما يكون المريض في مناطق نائية مع عدم وجود سبل المواصلات أو استحالة التنقل أو نقص التمويل أو قلة عدد فريق العمل، تحاول الرعاية الصحية عن بعد أن تسد هذه الفجوة.
ويتم استخدام هذه التقنية أيضا لتوفير التعليم عن بعد وعقد الاجتماعات والإشراف ما بين الاطباء، وتبادل المعلومات وإدارة نظم المعلومات عن بعد، ودمج نظم الرعاية الصحية، من أمثلة الرعاية الصحية عن بعد مناقشة بين طبيبين عن طريق مؤتمر فيديو عبر الإنترنت، أو جراحة تتم من خلال روبوت يتم التحكم فيه من مسافات طويلة، أو علاج طبيعي عن طريق أدوات الملاحظة الرقمية، البث الحي للمرضي وطرق العلاج، أو إرسال نتائج الفحوصات للمراجعة من متخصص، الملاحظة المنزلية عن طريق الإرسال المستمر لمعلومات المريض الطبية، مؤتمرات الفيديو بين المريض والطبيب أو حتى الاتصال عبر الفيديو بين طبيبين أثناء استشارة.